# Mark Green (Mathematiker)
Mark Lee Green (* 1. Oktober 1947 in Minneapolis) ist ein US-amerikanischer Mathematiker, der sich mit kommutativer Algebra, algebraischer Geometrie, Hodge-Theorie, Differentialgeometrie und Theorie mehrerer komplexer Variabler befasst. Er war Professor an der University of California, Los Angeles (UCLA) und dort ab 2001 Mitgründer und Direktor des Institute for Pure and Applied Mathematics (IPAM).

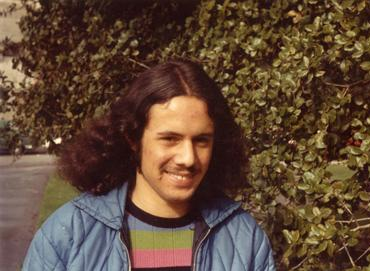
Mark Green, Berkeley 1973

Green studierte am Massachusetts Institute of Technology mit dem Bachelor-Abschluss 1968 und wurde 1972 an der Princeton University bei Phillip Griffiths promoviert (Some Picard Theorems for Holomorphic Maps to Algebraic Varieties). 1970/71 war er Procter Fellow in Princeton, 1972 bis 1974 war er Lecturer an der University of California, Berkeley, und 1974/75 am MIT. 1975 wurde er Assistant Professor und 1982 Professor an der UCLA.
Green ist für Vermutungen aus den 1980er Jahren über Syzygien kanonischer Kurven bekannt. Sie wurden teilweise von Claire Voisin bewiesen.
1968 bis 1972 war er Woodrow Wilson Fellow und 1976 bis 1980 war er Sloan Research Fellow. 1998 war er Invited Speaker auf dem Internationalen Mathematikerkongress in Berlin (Higher Abel-Jacobi Maps).
Er ist im Komitee The Mathematical Sciences 2025 der National Academies der USA und dessen stellvertretender Vorsitzender nach dem ehemaligen Caltech-Präsidenten Thomas Everhart. Er ist Fellow der American Academy of Arts and Sciences (2010).

## Schriften
- mit Phillip Griffiths: On the tangent space to the space of algebraic cycles on a smooth algebraic variety (= Annals of Mathematics Studies. 157). Princeton University Press, Princeton NJ u. a. 2005, ISBN 0-691-12043-9.
- mit Phillip Griffiths, Matt Kerr: Mumford-Tate groups and domains. Their geometry and arithmetic (= Annals of Mathematics Studies. 183). Princeton University Press, Princeton NJ u. a. 2012, ISBN 978-0-691-15425-1.
- mit Phillip Griffiths, Matt Kerr: Hodge theory, complex geometry, and representation theory (= Regional Conference Series in Mathematics. 118). American Mathematical Society, Providence RI 2013, ISBN 978-1-4704-1012-4.